# Chisséria
Chisséria era una comuna francesa situada en el departamento de Jura, de la región de Borgoña-Franco Condado, que el 1 de enero de 2018 fue suprimida al fusionarse con la comuna de Arinthod, formando la comuna nueva de Arinthod.

## Demografía
| Gráfica de evolución demográfica de Chisséria entre 1800 y 2015 |
|                                                                 |

Los datos demográficos contemplados en este gráfico de la comuna de Chisséria se han cogido de 1800 a 1999 de la página francesa EHESS/Cassini, y los demás datos de la página del INSEE.